# Sorozat+
Sorozat+ este un canal de televiziune din Ungaria, care emite filme dar și mai ales, seriale. Este deținut de RTL Group și a fost lansat la 2 aprilie 2008.
Din 9 iulie 2018 Sorozat+ a trecut printr-un proces de rebranding. Identurile și grafica au fost create de Play Dead.